# Binyang
Binyang (en chino:宾阳县) es un condado bajo la administración de la ciudad-prefectura de Nanning , en la región autónoma de Guangxi, República Popular China.
Se encuentra a una altitud de 110m sobre el nivel del mar.

## Demografía
Según estimación 2010 contaba con 69 271 18% pertenece al grupo étnico de los  Zhuang.